# دييغو كليمينتينو
دييغو كليمينتينو (بالبرتغالية: Diego Clementino‏) هو لاعب كرة قدم برازيلي في مركز الهجوم، ولد في 18 مارس 1984 في ساو باولو في البرازيل. لعب مع باوليستا وريد بل برازيل وغريميو بورتو أليغرينزي ونادي أمريكا ونادي أيه بي سي ونادي بوتافوغو ونادي ريو فيردي ونادي صبا قم ونادي كروزيرو وناسيونال ماديرا.

## وصلات خارجية
- دييغو كليمينتينو على موقع قاعدة بيانات كرة القدم.إي يو (الإنجليزية)